# Vesicularia succosa
Vesicularia succosa är en bladmossart som beskrevs av Brotherus 1908. Vesicularia succosa ingår i släktet Vesicularia och familjen Hypnaceae. Inga underarter finns listade i Catalogue of Life.